# Považské podolie

Považské podolie in den Westkarpaten (rot markiert)

Považské podolie (deutsch etwa Waag-Tallandschaft) ist eine geomorphologische Einheit, eigentlich ein Talkessel der äußeren Westkarpaten in der Slowakei.
Im Uhrzeigersinn grenzt sie an Javorníky im Norden, Súľovské vrchy und Strážovské vrchy im Osten, den Inowetz im Südosten, das Donauhügelland im Süden, das Hügelland Myjavská pahorkatina im Südwesten und an die Weißen Karpaten im Nordwesten. Der Talkessel nimmt den Mittellauf der Waag von Žilina bis Nové Mesto nad Váhom ein und kopiert mit Abstand die Grenze zu Mähren. Insgesamt ist er etwa 100 Kilometer lang, dagegen nur wenige Kilometer breit.
Gegliedert wird der Talkessel in drei Teileinheiten, die voneinander klar abgegrenzt sind: im Norden ist dies die Bytčianska kotlina, getrennt durch ein Hügelland bei Považská Bystrica von der Ilavská kotlina. Der südlichste und tiefstgelegene Teil ist die Trenčianska kotlina, die bei Skalka nad Váhom beginnt und am „Tor von Beckov“ (slowakisch Beckovská brána) bei Nové Mesto nad Váhom endet und dort in das Donauhügelland übergeht. Der höchste Punkt ist die Ondrejová (509 m n.m.) bei Považská Bystrica, der niedrigste Punkt ist der Abfluss der Waag (180 m n.m.) bei Nové Mesto nad Váhom.
Administrativ gehört heute der Großteil zum Trenčiansky kraj, mit kleineren Teilen im Žilinský kraj. Neben Žilina und Nové Mesto nad Váhom an den Rändern sind Bytča, Považská Bystrica, Ilava, Dubnica nad Váhom, Nová Dubnica, Nemšová und Trenčín weitere Städte des Talkessels.